# Nassim Maalouf
Nassim Maalouf (Kafarakab, 1941. –)  libanoni klasszikus trombitaszólista.

## Fiatalkora és családja
Nassim Maalouf 1941-ben született Kafarakabban. Testvére, Amin Maalouf francia-libanoni író. Anyjuk török származású egyiptomi volt. Apjuk görögkatolikus volt. 
Nassim Maalouf fia, Ibrahim Maalouf aki 1980. november 5-én született. 

## Karrier
Maalouf a Párizsi Konzervatóriumban tanult. 1970-ben végezte el. 
Míg addigra már elsajátította az európai klasszikus trombitarepertoárt, egy ideig korlátozva érezte magát, hogy csak dúr és moll skálán tud játszani. Számos arab módot szeretett volna értelmezni a trombitáján viszont túl nehéznek találta mert a szükséges "féléleseket" és a "féllapokat" csak nehezebb módszerekkel lehetett megtenni. 
Maalouf rájött arra hogy ha trombitájához hozzá adnak egy negyedik szelepet mely feleakkora mint a második szelep hosszának akkor lehetővé válik a negyedhangok előállítása. Maalouf két évig dolgozott a párizsi Henri Selmer cég kézművesével, Michel Wikrikaz-zal hogy elkészítse Maalouf trombitáját.
Maalouf a jobb kezével játssza meg az első három szelepet, a bal kezének mutatóujjával pedig a negyedik szelepet. Maalouf negyedhangos trombitája azonban nem volt az első ilyen hangszer; az amerikai jazztrombitás, Don Ellis és mások már korábban készítettek hasonló hangszereket. 
Maalouf a bejrúti Nemzeti Konzervatóriumban is tanított. Maalouf fia, Ibrahim Maalouf szintén klasszikusan képzett trombitás, és negyedhangú trombitán játszik.
Maalouf 1994-ben szóló CD-t adott ki Improvisations Orientales címmel a Club Du Disque Arabe kiadónál. 

## Fordítás
Ez a szócikk részben vagy egészben  a   Nassim Maalouf című angol Wikipédia-szócikk ezen változatának fordításán alapul.  Az eredeti cikk szerkesztőit annak laptörténete sorolja fel. Ez a jelzés csupán a megfogalmazás eredetét és a szerzői jogokat jelzi, nem szolgál a cikkben szereplő információk forrásmegjelöléseként.